# Dog (Kurzfilm)
Dog ist ein britischer animierter Kurzfilm von Suzie Templeton aus dem Jahr 2001.

## Handlung
Der Junge Danny leidet unter dem Tod seiner Mutter. Obwohl er den Beistand seines Vaters benötigt, ist dieser viel zu sehr in seiner eigenen Trauer gefangen. Er versichert Danny, dass der Tod friedlich war und die Mutter nicht zu leiden hatte. Vater und Sohn haben einen Hund, Jake. Danny findet den alten Hund eines Tages kraftlos vor der Tür. In der Nacht verschlimmert sich Jakes Zustand und er zittert und leidet. Der Vater bettet ihn auf ein Kissen und ruft den Tierarzt an. Obwohl er ihn darauf hinweist, dass es sich um einen Notfall handelt, kann der Tierarzt nicht kommen. Der Vater erstickt Jake daraufhin mit einem Kissen, um ihn von seinem Leiden zu erlösen. Er bemerkt nicht, dass Danny in der Tür steht und alles mit ansieht. Am nächsten Morgen erklärt der Vater seinem Sohn, dass der Hund friedlich gestorben sei und nicht gelitten hat. Der Sohn fragt den Vater „Wie Mutter?“ („Like mom?“) und der Vater bleibt regungslos zurück.  

## Produktion
Dog entstand 2001 als Abschlussfilm Suzie Templetons am Royal College of Art. Sie animierte den Film, der als Puppentrick in Stop-Motion realisiert wurde, dabei in einem Kellerraum der Hochschule. Nachdem der Film bereits 2001 in Großbritannien gelaufen war, erlebte er 2002 auf dem Brooklyn Film Festival auch seine US-Premiere.

## Synchronisation
- Vater: Tony Fish
- Danny: Joshua O’Keefe
- Hund Jake: Bill Homewood

## Auszeichnungen
Dog gewann 2002 den BAFTA in der Kategorie Bester animierter Kurzfilm. Er erhielt den McLaren Award for New British Animation auf dem Edinburgh International Film Festival sowie den Grand Prize des Ottawa International Student Animation Festivals. Auf den British Animation Awards (BAA) wurde Templeton mit dem Paul Berry Award for Best Student Film ausgezeichnet.